# Wolfgang Feiersinger
Wolfgang Feiersinger (Saalfelden, 30 de janeiro de 1965) é um ex-futebolista e treinador de futebol austríaco que atuava como líbero.
Jogou profissionalmente em apenas 3 equipes: Austria Salzburg (atual Red Bull Salzburg), Borussia Dortmund e LASK Linz, encerrando a carreira em 2002, de volta ao Salzburg, porém voltaria a jogar no mesmo ano, desta vez nas divisões amadoras do Campeonato Austríaco. Após defender PSV SW Salzburg (onde também exerceu a função de técnico) e SPG Saalfelden, Feiersinger aposentou-se dos gramados definitivamente em 2006, aos 41 anos. Pelo Salzburg, foi bicampeão austríaco em 1993–94 e 1994–95, na chamada "fase de ouro" da agremiação, além de 2 Suoercopas.
Com a camisa do Borussia Dortmund, venceu a Liga dos Campeões da UEFA de 1996–97 e a Copa Europeia/Sul-Americana do mesmo ano.
Entre 2005 e 2008, foi técnico da equipe Sub-17 do Austria Salzburg.

## Carreira internacional
Pela Seleção Austríaca, Feiersinger disputou 46 jogos pelo Wunderteam entre 1990 e 1999, não marcando nenhum gol. Disputou apenas a Copa de 1998, tendo jogado as 3 partidas da equipe, que foi eliminada ainda na primeira fase.

## Vida pessoal
Em 2013, chegou a ficar internado após um colapso, devido a uma fibrilação ventricular, porém conseguiu se recuperar. O ex-líbero é pai de Laura Feiersinger, que é também futebolista profissional.

## Títulos
Austria Salzburg
- Campeonato Austríaco: 2 (1993–94 e 1994–95)
- Supercopa da Áustria: 2 (1994 e 1995)

Borussia Dortmund
- Liga dos Campeões da UEFA: 1 (1996–97)
- Copa Intercontinental: 1 (1997)

## Links
- Wolfgang Feiersinger em National-Football-Teams.com